# Nil Recurring
Nil Recurring – minialbum angielskiego zespołu rocka progresywnego Porcupine Tree wydany w 2007.
Utwory z płyty pochodzą z sesji nagraniowej do poprzedniego albumu zespołu, Fear of a Blank Planet. Początkowo album był dystrybuowany wyłącznie przez sklep internetowy zespołu. Autorem oprawy graficznej albumu jest Lasse Hoile.

## Lista utworów
1. Nil Recurring – 6:08
2. Normal – 7:09
3. Cheating the Polygraph – 7:10
4. What Happens Now? – 8:23

## Twórcy
- Steven Wilson – śpiew, gitara, fortepian, instrumenty klawiszowe
- Richard Barbieri – instrumenty klawiszowe, syntezatory
- Colin Edwin – gitara basowa
- Gavin Harrison – instrumenty perkusyjne
- John Wesley – śpiew

### Gościnnie
- Robert Fripp – gitara (Nil Recurring)
- Ben Coleman – skrzypce elektryczne (What Happens Now?)